# Kršan vára
Kršan vára (horvátul: Stari grad Kršan), egy középkori vár Horvátországban, az Isztria megyei Kršan határában. 

## Fekvése
A Kršan központjától délnyugatra emelkedő magaslat oldalában található.

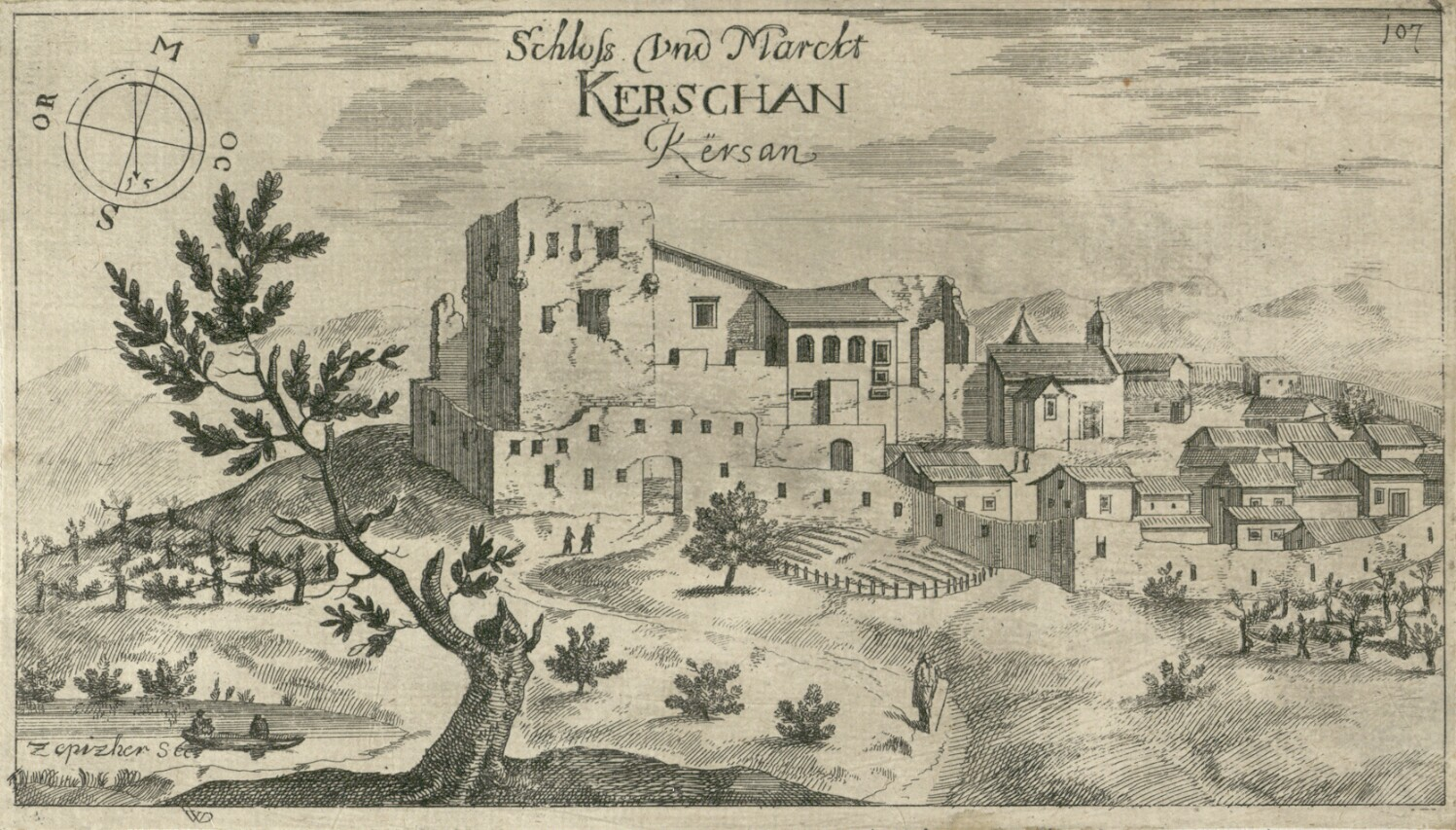
Valvasor ábrázolása 1679-ből

## Története
A várat 1274-ben „Castrum Carsach” alakban említik először. Ebben az évben került az aquileai pátriárka fennhatósága alól a pazini grófok igazgatása alá. A 14. század elején Henrik pazini gróf volt a földesura, aki a pazini Kerstlein családból származott és amelyről a vár és a falu is a nevét kapta. Henrik nyílcsúcsot ábrázoló címeréből lett Kršan község mai címere. A vár következő birtokosa a plomini Tonetti család volt. A várban élt több neves személyiség is akik jelentős szerepet játszottak a pazini grófság történetében. A legnevezetesebb közülük Kršani András (Andrija Kršanski) volt, aki 1488 és 1500 között volt pazini kapitány, és akinek címeres sírköve a belaji Szent Henrik templomban található ahová a Čepić-tó melletti egykori pálos kolostorból került. A 19. század közepén itt a várban találták meg az aquileai pátriárka, a pazini grófok és a Velencei Köztársaság birtokai közötti határt leíró Isztriai határleírás (1325) egyik másolatát. Ez az értékes korabeli dokumentumot 1852-ben a neves horvát történész és politikus Ivan Kukuljević Sakcinski jelentette meg és a későbbi kiváló horvát politikus Ante Starčević rendezte sajtó alá.

## A vár mai állapota
A középkori várból fennmaradt a négyszögletes torony és a védőfalak, valamint a várban állt lakóépületek falai, melyeket beépítettek az új házakba. A vár belső udvarán fennmaradt a 15. századi gótikus kapu négyszögletes kerete, valamint az 1666-ból származó kút faragott kávája.